# Schnüerligrat
Der Schnüerligrat (schweizerdeutsches Diminutiv von «Schnur») ist ein Gebirgsgrat im Schweizer Kanton St. Gallen mit einer Höhe von 2472 m ü. M.
Der Grat liegt in der Gemeinde Mels, zwischen dem Weisstannental und dem Schilstal, nördlich des Rotrüfners.